# Teorema de Eberlein-Šmulian
En el campo matemático del análisis funcional, el teorema de Eberlein-Šmulian (llamado así por William Frederick Eberlein y Witold Lwowitsch Schmulian) es un resultado que relaciona tres tipos diferentes de compacidad débil en un espacio de Banach.

## Afirmación del teorema

### Tipos de compacidad débil
Un conjunto A puede ser débilmente compacto de tres maneras diferentes: 
- Compacidad (o compacidad Heine-Borel): Todo cubrimiento abierto de A admite un subrecubrimiento finito.
- Compacidad sucesional: Toda sucesión en A tiene una subsucesión convergente cuyo límite está en A.
- Compacidad de punto límite: Todo subconjunto infinito de A tiene un punto límite en A.

### Teorema de Eberlein-Šmulian
El teorema de Eberlien-Šmulian afirma que las tres son equivalentes en una topología débil de un espacio de Banach. Mientras que esta equivalencia es cierta en general para un espacio métrico, la topología débil no es metrizable en espacios vectoriales infinito-dimensionales, y por tanto se necesita el teorema de Eberlein-Šmulian.

## Aplicaciones
El teorema de Eberlein-Šmulian es importante en la teoría de EDPs, y particularmente en espacios de Sóbolev. Muchos espacios de Sóbolev son espacios de Banach reflexivos y de esta forma sus subconjuntos acotados son débilmente compactos por el teorema de Alaoglu. Así, el teorema implica que los subconjuntos acotados son débilmente sucesionalmente precompactos, y por tanto es posible extraer una subsucesión débilmente convergente en el espacio de cualquier sucesión acotada de elementos de ese espacio. Dado que muchas EDPs solo tienen soluciones en el sentido débil, este teorema es un paso importante al decidir qué espacios de soluciones débiles usar al resolver una EDP.